# بنة ميرزا أقا (للر وكتك)
بنة ميرزا أقا (بالفارسية: بنه میرزاآقا) هي منطقة سكنية تقع في إيران في قسم للر وكتك الريفي.